# Guardian Industries
Guardian Industries ist ein 1932 gegründetes amerikanisches Unternehmen mit Sitz in Auburn Hills, Michigan.
Guardian ist eines der weltweit führenden Unternehmen in den Bereichen der Flachglasherstellung, fertigen Glaserzeugnissen und Glasfaserisolierung als auch für Produkte der Bauindustrie für den Dienstleistungssektor und den Wohn- und Automobilsektor. Guardian beschäftigt weltweit über 19.000 Mitarbeiter, davon etwa 4.300 in Europa und ist präsent in Nord- und Südamerika, Europa, Asien, Afrika und dem mittleren Osten. Präsident und CEO war bis zu seinem Tode William Davidson.

## Geschichte
1947 wurde das Unternehmen von William Davidson übernommen.
1970 stellt wohl das wichtigste Jahr der Unternehmensgeschichte dar, ab dann konnte Guardian Flachglas nach dem Floatglasprozess produzieren. Dafür öffnete Guardian im gleichen Jahr seine erste Fabrik für die Floatglasproduktion in Carleton, Michigan und heute zählt das Unternehmen 28 Floatglaslinien und 13 Produktionsstätten weltweit.
Ab 1980 begann das Unternehmen, seine Aktivitäten zu diversifizieren und es wurden weitere Werke zur Produktion von Glasfaserisolierung eröffnet. Der europäische Markteintritt geschah 1981 durch die Eröffnung des Werkes in Bascharage, Luxemburg. Weitere Werke entstanden in Deutschland, Spanien, England, Ungarn und Polen.
In den 1990er Jahren hatte Guardian einen Aufschwung sowohl im Sektor Baumaterialien als auch des Automobilsektors durch die Übernahme der Automotive Moulding Company in Warren, Michigan; Lab. Radio in Valencia, Spanien; Builder Marts of America (BMA) und Cameron Ashley Building Products (welches jetzt den Guardian Building Products Vertrieb darstellt) im Jahr 2000.
Im weiteren Verlauf verstärkte das Unternehmen ebenfalls seine Anstrengungen im Bereich Forschung und Entwicklung durch die Eröffnung eines Forschungscenters (Science & Technology Center) in Carleton, Michigan. Dadurch werden die Produkte sowohl der kommerziellen als auch residentiellen Unternehmensbereiche, Solar- und Elektronikprodukte und des Automobilsektors verbessert und ausgebaut.
Die Übernahme von Siegel-Robert Automotive 2008 führte zur Entstehung des Tochterunternehmens SRG Global, einem der weltweit größten Anbieter von hochwertigen Plastikbeschichtungen.
Im Jahr 2012 übernahm Koch Industries eine Minderheitsbeteiligung an Guardian Industries in Höhe von 44,5 % der Unternehmensanteile. Im November 2016 übernahm Koch Industries die verbliebenen Anteile und machte Guardian Industries zu einer vollständigen Konzerntochter.

## Geschäftsbereiche
Guardian unterscheidet drei große Geschäftsbereiche:

### Glasprodukte
Zu den eingetragenen Marken im Flachglasbereich gehören:
- ClimaGuard: Wärmeschutzgläser[9]
- SunGuard: Sonnenschutzgläser[10]
- EcoGuard: besonders klares Glas (mit geringem Eisenanteil) für Solarenergiesysteme
- LamiGlass: Guardian’s Verbundsicherheitsglas (VSG)
- UltraMirror: Spiegel
- Satindeco: mattes, säurebehandeltes Glas
- DecoCristal: Flachglas, welches auf einer Seite mit einem Farbauftrag versehen ist
- ShowerGuard: ein speziell beschichtetes Duschglas, welches frei von Korrosionserscheinungen durch hartes Wasser oder Seife bleibt[11]
- DiamondGuard: ein speziell beschichtetes, kratzresistentes Glas

Die Produkte UltraMirror, Satindeco, DecoCristal, ShowerGuard und DiamondGuard gehören zu Guardians InGlass-Serie, welche Glas für Innenanwendungen beinhaltet.

### Automobilprodukte
Guardian bedient den Automobilsektor durch Automotive Glass und SRG Global, eine Tochterfirma Guardians.

### Baumaterialien
GBP, Guardian Building Products ist der Geschäftsbereich für Bauprodukte.

## Aktivitäten
2011 befindet sich Guardian auf Platz #62 auf der Forbes’ Liste Amerikas größter Privatunternehmen.
Aktuelle (2012) Führungspersonen bei Guardian sind:
- David Jaffe, Vize-Präsident Guardian Industries
- Scott Thomsem, Präsident Glass Group
- Stevenv Ziessler, Präsident Guardian Building Products
- Kevin Baird, Präsident und CEO SRG Global
- Mike Morrison, Präsident Guardian Automotive

## Wettbewerb
Die größten Konkurrenten im Markt sind:
- Saint-Gobain Glass Deutschland (u. a. Sekurit-Autoglas)
- Asahi Glass mit Tochtergesellschaft Interpane
- Pilkington
- Euroglas